# Sonora-Erntemaus
Die Sonora-Erntemaus (Reithrodontomys burti) ist ein wenig erforschtes Nagetier aus der Gattung der Erntemäuse (Reithrodontomys). Sie kommt in Mexiko vor. Das Artepitheton burti ehrt den US-amerikanischen Mammalogen William Henry Burt.

## Merkmale
Die Sonora-Erntemaus erreicht eine Kopf-Rumpf-Länge von 64 bis 70 mm, eine Schwanzlänge von 52 bis 66 mm, eine Ohrenlänge von 14 bis 17 mm und eine Hinterfußlänge von 16 bis 17 mm. Über das Gewicht liegen keine spezifischen Daten vor. Das Rückenfell ist ocker-gelbbraun mit schwarzen Haarspitzen entlang der Seiten und am Steiß. Das Bauchfell ist weiß, jedoch bleifarben an der Haarbasis. Die Füße sind weiß mit einer feinen dunklen Linie. Der relativ lange Schwanz ist 70 bis 97 % so lang wie die Kopf-Rumpf-Länge. Er weist einen dünnen, undeutlichen Streifen auf. Der Schädel ähnelt dem, der Steppen-Erntemaus (Reithrodontomys montanus), unterscheidet sich jedoch in der Interorbitalbreite, durch den breiteren Jochbeinfortsatz am Oberkiefer, das längere Foramen infraorbitale und das längere Nasenbein.

## Verbreitung
Das Verbreitungsgebiet erstreckt sich vom westlichen Zentral-Sonora bis zu den nördlichen Sinaloa-Staaten im Nordwesten Mexikos.

## Lebensraum
Die Sonora-Erntemaus bewohnt Tiefland in Höhen von 60 bis 182 m, wo die Vegetation von Mesquite-Buschland dominiert wird. Andere Lebensräume umfassen Grasland und Kulturland in Sonora, Dornbuschwälder und Agavenfelder. 

## Lebensweise
Die Sonora-Erntemaus ist nachtaktiv. Mehr Daten liegen nicht vor.

## Status
Aufgrund des Fehlens aktueller Informationen über ihre Bedrohungen, ihren Erhaltungsstatus und ihre ökologischen Anforderungen wird die Art von der IUCN in der Kategorie „unzureichende Datenlage“ (data deficient) aufgeführt. Es werden mehr Informationen benötigt, um das Gefährdungsrisiko der Sonora-Erntemaus richtig einzuschätzen.